# Gare NMB
Le definizioni Gare NMB o Gare pirata dei Paesi Bassi vengono usate per indicare alcune competizioni motociclistiche di velocità e durata in circuito, organizzate dalla NMB (Nederlandse Motorsport Bond), che si svolsero nei Paesi Bassi dal 1967 al 1981, in forma semi-clandestina.

## Storia
Nel secondo dopoguerra, l'inattività sportiva della federazione motociclistica olandese KNMV (Koninklijke Nederlandse Motorrijders Vereniging, in italiano "Reale Associazione Motociclistica dei Paesi Bassi") e la forte richiesta di molti appassionati, fecero nascere la NMB, fondata nel 1949 allo scopo di organizzare manifestazioni di varie specialità motociclistiche (specialmente motocross e grass-track), come nel resto d'Europa, anche se di livello locale.
Perdurando l'inerzia della federazione ufficiale, nel 1967 la NMB decise di organizzare una gara a Reusel. Il successo di questa prima corsa spinse la NMB a organizzarne diverse altre, tra cui, nel 1969, una gara internazionale di Endurance, nella quale anche i piloti olandesi potessero misurarsi con i colleghi esteri. Il diniego della KNMV non ebbe effetti e il 14 giugno 1969 prese il via la prima 24 ore di Oss dal nome della città omonima, aperta anche ai piloti esteri. La manifestazione venne preceduta dalla "scomunica" della Fédération Internationale de Motocyclisme che minacciò squalifiche ai piloti e case non olandesi che fossero intervenute.
Nonostante l'ostracismo la gara ebbe un enorme successo di pubblico, intervenuto per osservare i pochi piloti stranieri incuranti dell'anatema lanciato dalla FIM. Quasi trionfale fu l'accoglienza riservata alla squadra corse Laverda che riuscì abilmente ad aggirare i divieti. Nei fatti, il team Laverda aveva scelto quella gara per sperimentare una moto-laboratorio (quella che poi diedero vita ai celebri modelli "SF" e "SFC") e non aveva alcuna intenzione di rinunciare alla trasferta ormai programmata. Massimo Laverda decise di far iscrivere la moto al concessionario olandese e di rispolverare la desueta facoltà dei piloti di registrarsi con uno pseudonimo; visto che si trattava di acquisire dati, più che di puntare alla vittoria, partecipò in prima persona alla gara, in coppia con il collaudatore Augusto Brettoni, entrambi coperti dai rispettivi pseudonimi di "Otis" et "Islero".
Le successive edizioni della 24 ore di Oss registrarono un aumento di spettatori e un considerevole incremento di case e piloti partecipanti, seguendo l'escamotage sperimentato dalla Laverda. Anche la NMB ne trasse giovamento, organizzando altre gare internazionali come la 6 ore di Someren, 200 miglia di Helmond e la 6 ore di Heerlen. La NMB esportò la sua "formula pirata" anche nel vicino Belgio, dove organizzò il circuito Sint-Joris-ten-Distel, in collaborazione con il motoclub belga Motor Vrienden Sint Joris.
Le gare della NMB furono la palestra per una generazione di campioni olandesi, tra cui Jack Middelburg, Boet van Dulmen, Harry van der Krujis e Hans Hutten.
A partire dal 1976, la NMB e la KNMV iniziarono a cooperare, ma i gravi incidenti occorsi durante la stagione 1980, misero in grave difficoltà questo tipo di competizioni nei Paesi Bassi. L'organizzazione di circuiti stradali venne sospesa a fine 1981 (ultima gara quella di Gilze en Rijen); l'attività della NMB proseguì nel 1982 solo con gare di motocross, prima di fondersi con la KNMV il 1º gennaio 1983.